# リージョナルフィッシュ
リージョナルフィッシュ株式会社（英語名：Regional Fish Institute, Ltd.）は次世代水産養殖システムの技術開発を行う京都大学・近畿大学発のスタートアップ企業。
欠失型ゲノム編集技術による品種改良や、IoTやAIを活用したスマート養殖の実現を目指している。ゲノム編集魚の販売も行っている。資本金1億円。代表取締役社長は梅川忠典。本社は京都府京都市左京区吉田本町36番地1の京都大学国際科学イノベーション棟内。

## 概要
リージョナルフィッシュは京都大学と近畿大学の共同研究成果をベースとして生まれたスタートアップ企業。水産物のゲノム編集の研究者である京都大学大学院農学研究科の木下政人准教授、完全養殖の研究者である近畿大学水産研究所の家戸敬太郎教授らによる共同研究を核として、いくつかの研究機関と共同で研究を行っている。

### 共同研究を行う大学・研究機関[4]
- 神奈川大学
- 近畿大学
- 京都大学
- 名古屋大学
- 東北大学
- 東京大学
- 国立遺伝学研究所
- 福井県立大学[5]
- ふくい水産振興センター
- 島根県[6]

### 主な株主
- Beyond Next Ventures
- 荏原製作所
- 三菱UFJキャピタル
- 京信ソーシャルキャピタル
- 中信ベンチャーキャピタル
- NTTファイナンス
- 奥村組
- 岩谷産業
- ウシオ電機
- FOOD & LIFE COMPANIES
- SBプレイヤーズ
- 丸井グループ
- CBC
- KANSOテクノス
- MOL PLUS
- SMBCベンチャーキャピタル
- 京大創業者応援ファンド

## 沿革
- 2019年4月10日 - 会社設立
- 2021年 - ゲノム編集テクノロジー実用化研究助成立ち上げ[7]
- 2021年 - Forbes Asia 100 to Watchに選出[8]
- 2021年 - 大学発ベンチャー表彰2021～Award for Academic Startups～経済産業大臣賞受賞[9]
- 2021年12月6日 - ECサイト「Regional Fish Online」オープン[10]
- 2021年12月10日 - 京都府宮津市のふるさと納税に出品開始[11]
- 2021年 - 第1回地域貢献スタートアップ・イノベーション・アワード最優秀賞受賞[12]
- 2022年5月19日 - 東京オフィス開設[13]
- 2022年 - 経済産業省「令和4年度成長型中小企業等研究開発支援事業」採択[14]
- 2022年 - Beyond Sustainability 2022環境部門受賞[15]
- 2023年6月27日- NTTとの合弁会社「NTTグリーン＆フード株式会社」設立[16]